# ماده جانبی
ماده جانبی یا اکسی‌پینت (انگلیسی: Excipient) به ماده یا موادی گفته می‌شود که در فرمولاسیون و در کنار ماده موثره دارویی در فرمول دارو به کار می‌رود اما خاصیت دارویی و درمانی ندارد. این مواد برای اهداف دیگری چون پایداری دارو، ایجاد خاصیت بافری، حفاظت از دارو در برابر عوامل میکروبی و… به کار می‌رود.